# Area 39 di Brodmann
L'area 39 di Brodmann (nell'acronimo inglese BA39), è una regione del lobo parietale nella corteccia cerebrale del cervello umano. Comprende la circonvoluzione angolare, e si trova vicino alla giunzione del lobo temporale, di quello occipitale e quello parietale. Quest'area è nota anche come area angolare 39. Corrisponde alla circonvoluzione angolare che circonda il vertice caudale del solco temporale superiore. Approssimativamente è delimitata dorsalmente dal solco intraparietale. In termini di citoarchitettura, è delimitata rostralmente dall'area sopramarginale 40, dorsalmente e caudalmente dall'area peristriata 19, e ventralmente dall'area occipitotemporale 37.
L'area 39 di Brodmann è coinvolta nell'afasia semantica. Aleksandr Lurija la considera come parte dell'area parietale-temporale-occipitale, che comprende l'area 40, l'area 19, e l'area 37 di Brodmann.